# センチモルガン
遺伝学において、センチモルガン（英語: centimorgan, 記号: cM）あるいは地図単位（英語: map unit, m.u.）は遺伝的連鎖の計測に用いられる単位である。1世代間で乗換えの起こる期待値が0.01となるような染色体上（遺伝子座または遺伝子マーカーと呼ばれる）の位置の距離として定義される。染色体上での距離の算出にしばしば用いられるが、実際の物理的距離を表すものではない。

## 物理的距離との関係
センチモルガンに対応する塩基対数はゲノムによって大きく異なり（染色体の領域によって乗換え頻度が異なる）、また、乗換えの起こる減数分裂が卵子形成（女性配偶子の形成）か精子形成（男性配偶子の形成）のいずれであるかによっても変化する。
1センチモルガンはヒトにおいて平均しておよそ100万塩基対に対応する。1センチモルガンに対応する染色体の物理的距離はゲノム上の位置によって異なり、また女性においては配偶子形成の過程で男性に比べ組換えが顕著に多く起こることから、関係はあくまでおおざっぱなものにすぎない。Kong らは女性のゲノム長が4460 cMである一方、男性ゲノム長は2590 cMにすぎないと計算している。熱帯熱マラリア原虫では1センチモルガンあたりおよそ15 kb以下の組換え距離となる。すなわち、15 kbのDNA（15,000ヌクレオチド）で隔たれた遺伝子マーカーどうしは1世代あたりの乗換えが起こる期待値が0.01となるということである。非シンテニー遺伝子（異なる染色体上にある遺伝子）は本質的に無関係であるから、cM距離は適用できないことに注意。

## 組換え確率との関係
2遺伝子マーカー間の遺伝的組換えは、マーカー間に奇数回乗換えが起きた場合のみ確認できることから、センチモルガン距離は遺伝的組換えの確率に正確に対応するものではない。乗換えの回数がポアソン分布に従って分布するとするJ・B・S・ホールデンの地図函数を考えると、d センチモルガンの遺伝距離にあるとき
{\displaystyle \ P({\text{recombination}}|{\text{linkage of }}d{\text{ cM}})=\sum _{k=0}^{\infty }\ P(2k+1{\text{ crossovers}}|{\text{linkage of }}d{\text{ cM}})}
{\displaystyle {}=\sum _{k=0}^{\infty }e^{-d/100}{\frac {(d/100)^{2\,k+1}}{(2\,k+1)!}}=e^{-d/100}\sinh(d/100)={\frac {1-e^{-2d/100}}{2}}\,}
の確率で奇数回の乗換えが起きる。ただし sinh は双曲線正弦函数である。組換えの起こる確率は d が小さい時およそ d/100 となり、d が無限大に近づくにつれ50%へと収束していく。
公式の逆を取ることで、組換え確率の函数として d を得られる。
{\displaystyle d=50\ln \left({\frac {1}{1-2\ P({\text{recombination}})}}\right)\,}

## 語源
センチモルガンはJ・B・S・ホールデンによって、遺伝学者トーマス・ハント・モーガンに因んで命名された。しかしながら、今日派生元の「モルガン」はほとんど使用されない。